# Siergiej Szczerbakow (morderca)
Siergiej Pietrowicz Szczerbakow (ros. Серге́й Петро́вич Щербако́в; ur. 1961 lub 1962, zm. 26 września 1988 w Kemerowie) – radziecki seryjny morderca, zwany Przystojniakiem (ros. Красавчик) lub Pająkiem (ros. Паук). W 1985 roku zabił 6 osób – 5 kobiet (w tym jedną ciężarną) i nastolatkę – w mieście Lenińsk Kuźniecki w obwodzie kemerowskim; Szczerbakow zgwałcił dwie ofiary morderstwa, w tym najmłodszą. Był również odpowiedzialny za 3 usiłowania zabójstwa i przestępstwa przeciwko mieniu. Został skazany na karę śmierci i stracony w areszcie śledczym w Kemerowie.

## Życiorys
Dokładna data i miejsce urodzenia Siergieja Szczerbakowa nie są podane w źródłach i nie są dokładnie znane; w 1985 roku miał 23 lata. W tym czasie jego matka pracowała w półkoksowni Lenińsk Kuźniecki. Jako dziecko Siergiej był cichym i niepozornym chłopcem. Po ukończeniu 8 klas szkoły podstawowej wstąpił do szkoły zawodowej, a następnie został powołany do wojska, gdzie kradł amunicję. Szczerbakow zakochał się w dziewczynie, ale ta wyszła za mąż za innego mężczyznę; później Szczerbakow motywował tym swoje morderstwa. Po odbyciu służby wojskowej Siergiej Szczerbakow mieszkał w sektorze prywatnym miasta Lenińsk Kuźniecki i pracował jako elektryk podziemny w kopalni Jarosławski. Ożenił się z rozwiedzioną, ciężarną kobietą o imieniu Irina, której poprzedni mąż przebywał w więzieniu. Szczerbakow był zazdrosny o przeszłość żony, systematycznie ją bił i torturował. Mimo to Irina urodziła dziecko swojemu byłemu mężowi, co rozdrażniło Szczerbakowa. Stracił zainteresowanie Iriną, zaczął włóczyć się po ulicach, bić przechodniów i kraść im kapelusze. Żona myślała, że Siergiej ma kochankę i chciała rzucić urok miłosny, żeby jej mąż stracił zainteresowanie innymi kobietami.

## Zbrodnie
Wkrótce Szczerbakow rzeczywiście stracił zainteresowanie seksualne otaczającymi go kobietami i wiosną 1985 roku zaczął je zabijać. W tym czasie sektor prywatny w Lenińsku Kuźnieckim był bardzo słabo oświetlony, co ułatwiało przeprowadzanie ataków. Zabójca atakował swoje ofiary głównie w nocy, zadając śmiertelne ciosy w głowę młotkiem (w jednym przypadku użył również drutu do uduszenia, w innym dźgnął ofiarę nożem, ale przeżyła). Szczerbakow nosił młotek w kieszeni spodni lub przewoził go w wózku dziecięcym (w tym przypadku zabójca powiedział żonie, że przewozi w wózku materiały budowlane na rozbudowę domu). Początkowo nie gwałcił swoich ofiar, ale potem zaczął to robić. Aby odwrócić od siebie podejrzenia, Szczerbakow spotykał się z żoną w pracy, mówiąc, że obawia się, że ktoś może ją zaatakować, i tego samego dnia wychodził z domu, aby dokonać morderstwa.
Szczerbakow popełnił swoje pierwsze morderstwo 7 maja w pobliżu szkoły nr 10. Ofiarą była 27-letnia, ciężarna Tatiana Bierdiugina. Przebywała na oddziale patologii miejscowego szpitala w celu konserwacji płodu, ale pozwolono jej wrócić do domu na święta majowe. Na miejscu zabójstwa znaleziono jedynie pudełko zapałek z plamą krwi. Po zabójstwie Bierdiuginy na ulicach Lenińska Kuźnieckiego rozmieszczono wzmocnione patrole milicyjne. Zorganizowano nocne naloty, a funkcjonariuszki pełniły rolę przynęty dla przestępcy.
Drugą ofiarą Szczerbakowa była krawcowa Wiera Czulukowa. Zabójca zaczaił się na ofiarę kilka metrów od jej domu i uderzył ją kilkakrotnie młotkiem w głowę. Zabrał również Wierze 10 rubli i rzeczy osobiste, w tym dwie torby. Czulukowa odzyskała przytomność, ale Szczerbakow to zauważył i ją dobił. Kiedy Czulukowa została zabrana karetką, wciąż żyła, ale zmarła tydzień później. Zamordowana kobieta pozostawiła po sobie małą córeczkę.
Trzecią ofiarą Szczerbakowa była Nadieżda Miedwiediewa, która pracowała na drugiej zmianie. 15 lipca Szczerbakow zaatakował Tatianę Gałkinę i dźgnął ją nożem, ale ofierze udało się uciec. Lekarze uratowali jej życie.
Tego samego dnia Szczerbakow popełnił swoje czwarte morderstwo w Parku Gorkiego, ofiarą była 15-letnia Wiera Kolesnikowa. Zabójca najpierw zgwałcił ofiarę przed morderstwem, a następnie udusił ją chusteczką zabraną jednej z poprzednich ofiar. 20 lipca sam Szczerbakow wezwał milicję, informując o znalezieniu zwłok. Ślady znalezione na miejscu zbrodni wskazywały, że zabójca po dokonaniu napadu położył coś na ziemi (później okazało się, że był to płaszcz przeciwdeszczowy).
Piątą ofiarą Szczerbakowa była Jekaterina Lizunowa – wszedł do przyczepy budowlanej, w której pracowała, zgwałcił Jekatierinę i ją zabił. Tym razem przestępstwo popełniono w ciągu dnia. Znaleziono świadka, który widział młodego mężczyznę wchodzącego do przyczepy. Z daleka świadek nie mógł dokładnie przyjrzeć się zabójcy, ale śledczy zorientowali się, że sprawca zmienił taktykę. Obwodowy komitet partyjny i Ministerstwo Spraw Wewnętrznych ZSRR rozpoczęły badanie sprawy. Po zabójstwie Lizunowej Sczerbakow zaatakował pracownicę kopalni, ale jej kombinezon uratował jej życie. W samoobronie podrapała twarz napastnika, a pod jej paznokciami pozostała część jego krwi, co pozwoliło śledczym określić grupę krwi zabójcy. Kolejna ofiara napadu rzuciła Szczerbakowowi worek pod nogi. Przestępca potknął się i upadł, a ofiara uciekła. W rozmowie z milicją powiedziała, że napastnik był „przystojny” z wyglądu. Świadkowie napadów zeznali, że widzieli mężczyznę z wózkiem dziecięcym w pobliżu miejsca zbrodni.
21 września Szczerbakow popełnił swoje szóste i ostatnie morderstwo, ofiarą była Jelena Muratowa. Wracała z dyskoteki z przyjaciółką, w tym momencie Szczerbakow poszedł za dziewczynami, proponując, że odprowadzi Muratową do domu, mówiąc, że może zostać ofiarą maniaka. Odmówiła, ale Szczerbakow nadal za nimi podążał. Kiedy dziewczyny się rozdzieliły, zabójca uderzył Muratową 40 razy młotkiem w głowę i ukradł jej złoty zegarek. Na miejscu zbrodni znaleziono gazowe worki ochronne.

## Aresztowanie i proces
W Lenińsku Kuźnieckim wybuchła panika. Robotnice w fabrykach odmówiły wyjścia na wieczorną zmianę. Wojska wewnętrzne zostały postawione w stan gotowości. Funkcjonariusze milicji przemierzali fabryki, zbierając raporty o każdym podejrzanym przypadku. Wiele innych przestępstw zostało rozwiązanych. Zbadano teorię, że szaleńcem był przyjezdny, ale ona również nie przyniosła rezultatów. Śledztwo zakładało, że morderstw dokonała ta sama osoba. Krążyły liczne plotki na temat motywu zbrodni: uczniowie wierzyli, że szaleniec wybierał swoje ofiary w wyniku gry w karty, podczas gdy inni twierdzili, że zabijał ludzi na podstawie pewnych cech – tych, którzy byli ostatni w kolejce, kupili bilety do kina na określone miejsce lub nosili pierścionki. Wszystkie plotki dotarły do śledztwa. Pewnego razu na przystanku autobusowym dwie kobiety, rozmawiając o zabójcy, pokłóciły się o to, kim i gdzie pracuje: czy w rzeźni, czy jako sanitariusz w kostnicy. Obecny na przystanku autobusowym traumatolog Toropow wtrącił się do rozmowy, oskarżając kłócące się kobiety o pomówienie (według innej wersji Toropow jechał autobusem i żartował ze swojego udziału w morderstwach). Kłócące się kobiety odeszły. Jedna z nich zapamiętała rysy Toropowa. Następnego dnia został aresztowany. Rozważano wersję, że Toropow zabijał ludzi z powodów zawodowych, ale śledczy ustalili jego niewinność. Lekarz musiał jednak opuścić Lenińsk Kuźniecki, ponieważ krążyły pogłoski, że wykupił się od sprawiedliwości. Pojawiły się również pogłoski, że morderstw dokonuje nieznana osoba o pseudonimie „Francuz”, jego brat, łysy mężczyzna w peruce i ze sztucznym wąsem lub grupa przestępcza.
W Lenińsku Kuźnieckim wybuchły zamieszki. Prokurator miejski podał się do dymisji. Jednak wtedy przyjaciółka Jeleny Muratowej powiedziała zastępcy szefa Wydziału Spraw Wewnętrznych Miejskiego Komitetu Wykonawczego w Lenińsku Kuźnieckim, Stepanowi Krioni, że wie, przy której ulicy mieszkał napastnik Jeleny. Milicja zaczęła obchodzić domy na tej ulicy i na podwórku domu Szczerbakowa znaleziono przemoczony w beczce płaszcz przeciwdeszczowy (rozłożył go przed zgwałceniem i zabiciem Wiery Kolesnikowej), stary wózek dziecięcy i leżące na ziemi gazowe worki z substancją odstraszającą. W kieszeni kurtki znaleziono złoty zegarek skradziony ostatniej ofierze maniaka. Na policzku zabójcy widoczne było świeże zadrapanie. Siergiej Szczerbakow został aresztowany. Podczas przeszukania jego domu znaleziono amunicję, którą ukradł podczas służby wojskowej, oraz złotą biżuterię należącą do ofiar zabójcy. Podczas eksperymentu śledczego Szczerbakow przyznał się do wszystkiego. Maniak lubił opowiadać o napadach, których się dopuścił. Jednak matka przestępcy powiedziała mu podczas odwiedzin, że jego przyjaciel z dzieciństwa, Wiktor Popow, alkoholik, powiesił się. Po tym Szczerbakow zmienił zeznania i oskarżył Popowa o morderstwa. Wypracowanie tej wersji zajęło 2 lata. Śledztwo udowodniło niewinność Popowa – w dniach popełnienia niektórych przestępstw samobójca miał alibi: przebywał poza Lenińskiem Kuźnieckim lub w izbie wytrzeźwień. Podczas procesu maniak starał się o złagodzenie wyroku, twierdząc, że dziewczyna, która go zostawiła, zrujnowała mu życie. Sąd Miejski w Lenińsku Kuźnieckim skazał Siergieja Szczerbakowa na karę śmierci przez rozstrzelanie z konfiskatą mienia. Skazany mężczyzna odwołał się od wyroku do Sądu Najwyższego ZSRR, ale odmówiono mu ułaskawienia. 26 września 1988 r. wyrok wykonano w areszcie śledczym w Kemerowie. Mimo to krążyły pogłoski, że Szczerbakow nie został rozstrzelany, lecz wysłany do pracy w kopalniach uranu.